# Праща Давида
«Праща́ Дави́да» (ивр. קלע דוד‎, «Ке́ла Дави́д»), также «Шарви́т ксами́м» (ивр. שרביט קסמים‎ — «волшебная палочка»), также «Ста́ннер» (англ. Stunner, от to stun — «оглушать; потрясать, ошеломлять») — система многоуровневой противоракетной обороны Армии обороны Израиля, предназначенная для перехвата баллистических ракет малой дальности и неуправляемых ракет большого калибра с дальностью пуска от 70 до 300 км (по другим данным, от 40 до 200 км или от 40 до 300 километров, и дозвуковых крылатых ракет . Разрабатывается израильской компанией Rafael совместно с американской компанией Raytheon. Предполагается, что она будет способна перехватывать и самолёты.
Новые противоракетные батареи «Праща Давида» стали средним звеном эшелонированной системы ПРО, которая создаётся в Израиле. «Железный купол», система ПРО ближнего радиуса действия, хорошо себя показала в 2011—2014 годах, сбив около 1200 ракет «Кассам» и БМ-21 «Град», и уже заступила на боевое дежурство. А система «Хец», предназначенная для защиты от баллистических ракет, была принята на вооружение в 2000 году.

## Конструкция
Перехватчиком в данной системе ПРО является двухступенчатая противоракета, оснащённая двумя типами систем наведения, установленными в носовом отсеке:
- радиолокационная;
- оптико-электронная.

По заявлению разработчика, комплекс будет работать при любых погодных условиях, а его ракеты-перехватчики будут способны изменять курс уже в середине полёта.
Цена одной ракеты-перехватчика составляет порядка 1 миллиона долларов, но в Министерстве обороны считают эту цену оправданной с учётом того, что ущерб от ракет противника, которые сможет перехватить «Шарвит ксамим», был бы значительно больше.

## Испытания

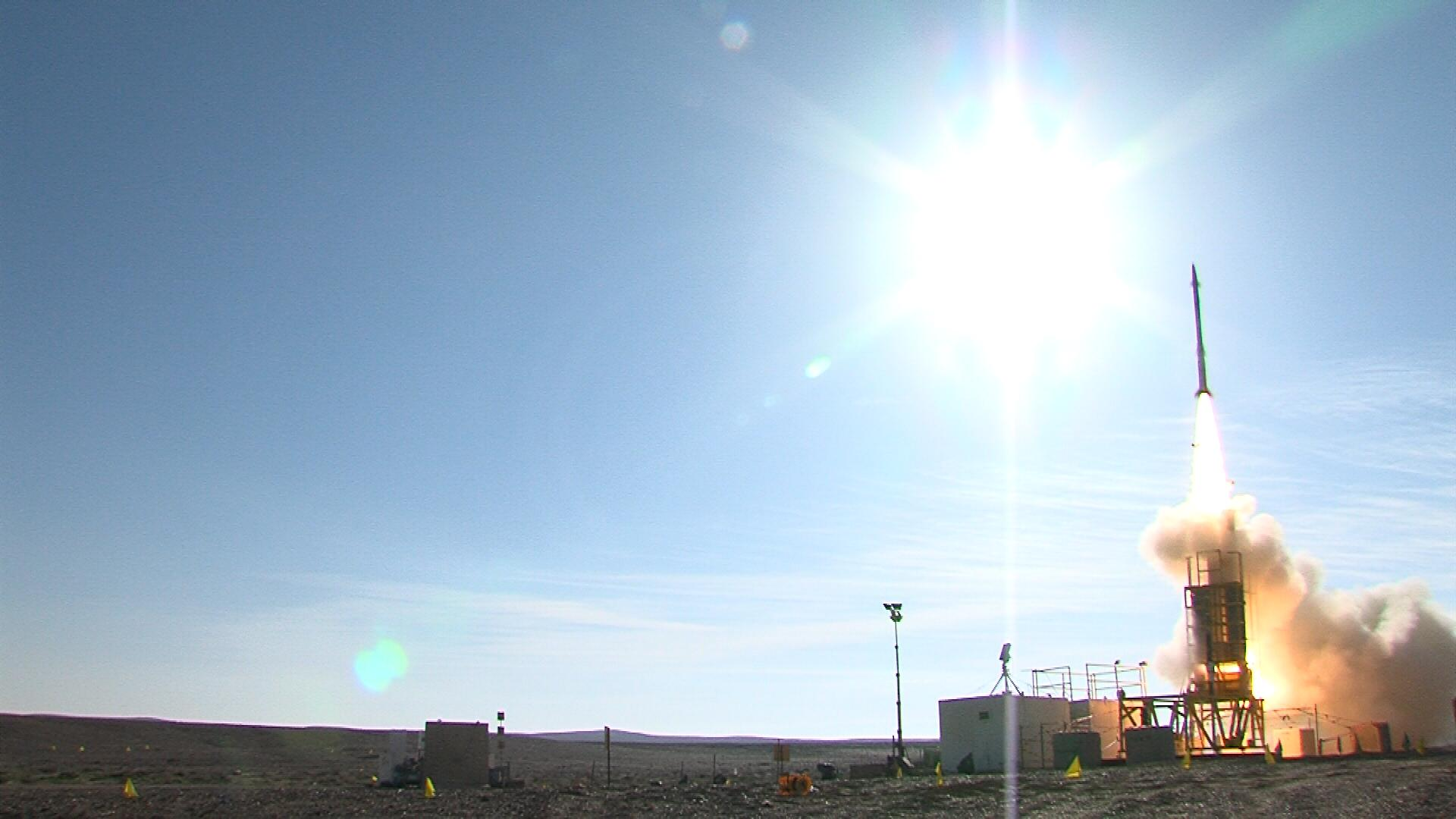
Испытания системы, 20 ноября 2013 года

Успешные испытания системы были проведены в ноябре 2012 года, когда были перехвачены несколько ракет, и затем 20 ноября 2013 года, когда боеголовка перехватчика успешно уничтожила баллистическую ракету-мишень. Ожидалось, что «Праща Давида» будет принята на вооружение в течение 2014 года.
В 2015 году система прошла завершающий этап испытаний. В ВВС Израиля был начат процесс подготовки к принятию системы на вооружение, открыт курс операторов; ожидалось, что первая батарея будет развернута в 2016 году.
В марте 2019 года управление "Хома" Министерства обороны Израиля и Агентство противоракетной обороны США (MDA) сообщили об успешном  испытании несколько сценариев применении "Шарвит ксамим".

## Принятие на вооружение
В марте 2016 года минобороны Израиля и Агентство противоракетной обороны США начали передачу Управлению ПВО израильских ВВС оборудования и аппаратуры противоракетной системы. Подразделениям ПВО передавались радары, приборы связи, управления и контроля, затем были переданы сами перехватчики. Далее последовали процедуры приведения системы в боевую готовность
В апреле 2017 года батарея ПРО «Праща Давида» была официально поставлена на боевое дежурство на базе ВВС АОИ в Хацоре.
По сообщениям израильских СМИ, в июле 2018 года «Праща Давида» была впервые задействована в боевой обстановке для перехвата двух ракет «Точка-У», запущенных сирийскими войсками. Обе цели упали на сирийской территории, одна из ракет «Пращи Давида» промахнулась мимо цели, другая была штатно самоликвидирована, когда стало ясно, что цель не упадёт на территории Израиля. Согласно еженедельнику «Аргументы Недели» со ссылкой на израильские и иранские источники, упавшая на территорию Сирии израильская ракета попала в руки сирийской армии, а позже вывезена в Россию для исследований..

## Экспорт
Финляндия заявила о планах по закупке «Пращи Давида» после принятия в НАТО, весной 2023 года. 12 ноября 2023 года Израиль подписал договор о поставке в Финляндию «Праща Давида» на сумму около 317 млн евро. Ожидается поставка до 2030 года.